# TOB2
TOB2 (англ. Transducer of ERBB2, 2) – білок, який кодується однойменним геном, розташованим у людей на короткому плечі 22-ї хромосоми. Довжина поліпептидного ланцюга білка становить 344 амінокислот, а молекулярна маса — 36 632.
| 10         |  | 20         |  | 30         |  | 40         |  | 50         |
| ---------- |  | ---------- |  | ---------- |  | ---------- |  | ---------- |
| MQLEIKVALN |  | FIISYLYNKL |  | PRRRADLFGE |  | ELERLLKKKY |  | EGHWYPEKPL |
| KGSGFRCVHI |  | GEMVDPVVEL |  | AAKRSGLAVE |  | DVRANVPEEL |  | SVWIDPFEVS |
| YQIGEKGAVK |  | VLYLDDSEGC |  | GAPELDKEIK |  | SSFNPDAQVF |  | VPIGSQDSSL |
| SNSPSPSFGQ |  | SPSPTFIPRS |  | AQPITFTTAS |  | FAATKFGSTK |  | MKKGGGAASG |
| GGVASSGAGG |  | QQPPQQPRMA |  | RSPTNSLLKH |  | KSLSLSMHSL |  | NFITANPAPQ |
| SQLSPNAKEF |  | VYNGGGSPSL |  | FFDAADGQGS |  | GTPGPFGGSG |  | AGTCNSSSFD |
| MAQVFGGGAN |  | SLFLEKTPFV |  | EGLSYNLNTM |  | QYPSQQFQPV |  | VLAN       |

A: Аланін

C: Цистеїн

D: Аспарагінова кислота

E: Глутамінова кислота

F: Фенілаланін

G: Гліцин

H: Гістидин

I: Ізолейцин

K: Лізин

L: Лейцин

M: Метіонін

N: Аспарагін

P: Пролін

Q: Глутамін

R: Аргінін

S: Серин

T: Треонін

V: Валін

W: Триптофан

Кодований геном білок за функцією належить до фосфопротеїнів. 
Задіяний у такому біологічному процесі, як альтернативний сплайсинг. 
Локалізований у цитоплазмі.